# Еуфеміо Кабраль
Еуфеміо Кабраль (ісп. Eufemio Cabral, нар. 21 березня 1955, Асунсьйон) — парагвайський футболіст, що грав на позиції півзахисника, зокрема за низку іспанських клубних команд, а також національну збірну Парагваю.

## Клубна кар'єра
У дорослому футболі дебютував 1976 року виступами за «Лібертад», того ж року перебрався до Іспанії, куди був запрошений тренерським штабом вищолігового на той час «Бургоса».
Виступав на полях Іспанії до 1985 року, змінивши за цей час низку команд Прімери  і Сегунди, — грав за «Валенсію», «Расінг» (Сантандер), «Альмерію», «Еркулес» та «Лорка Депортіва».
1986 року грав на батьківщині за «Гуарані» (Асунсьйон), після чого завершував кар'єру в португальському «Ріу-Аве», за який провів дві гри в сезоні 1986/87 років.

## Виступи за збірну
1985 року дебютував в офіційних матчах у складі національної збірної Парагваю.
У складі збірної був учасником чемпіонату світу 1986 року в Мексиці.
Загалом дворічної кар'єри у національній команді, яка тривала 2 роки, провів у її формі 11 матчів.